# Flugplatz El Jagüel

i7
i11
i13
Der Aeropuerto Departamental de Maldonado – Punta del Este „El Jagüel“ (ICAO-Code: SUPE) ist ein Flugplatz in Uruguay.
Er liegt im Süden Uruguays, eingebettet zwischen den Städten Maldonado im Nordwesten, Punta del Este im Süden und dem Barrio Parque del Golf im Südosten, im Departamento Maldonado und hat somit verkehrsinfrastrukturell Anschluss an die Ruta 10 und die Ruta 39.
Ausgehend vom Erhebungszeitpunkt Anfang 2013 dient der Flugplatz, der auf städtischem Grund liegt und von der Dirección Nacional de Aviación Civil e Infraestructura Aeronáutica (Dinacia) verwaltet wird, derzeit insbesondere in den Sommermonaten der Nutzung durch Kleinflugzeuge und private Hubschrauber. Auch eine Flugschule ist dort angesiedelt. Weiterer Nutzungsschwerpunkt sind die Aktivitäten von Fallschirmspringern, für die El Jagüel das Zentrum dieser Sportart in der Region bildet. Ausgehend von dieser Örtlichkeit finden in der Sommer-Hauptsaison pro Tag durchschnittlich 50 Absprünge pro Tag statt. Argentinier, Brasilianer und Nordamerikaner stellen dabei den größten Anteil der Nutzer in diesem Bereich dar.
Es existieren Überlegungen im Rahmen des Flächennutzungsplans Plan de Ordenamiento Territorial Eje Avenida Aparicio Saravia den Flugplatz an anderer Örtlichkeit des Departamentos neu zu eröffnen. Dabei wurde die Stadt San Carlos ins Auge gefasst.